# دانيال برادلي
دانيال برادلي (بالإنجليزية: Daniel Bradley)‏ هو سياسي أمريكي، ولد في 17 مارس 1833، وتوفي في 23 فبراير 1908. حزبياً، نشط في الحزب الديمقراطي. وقد انتخب عضو جمعية ولاية نيويورك وانتخب عضو مجلس ولاية نيويورك.